# Croix Bethune
Croix Bethune, född 14 mars 2001, är en amerikansk fotbollsspelare.

## Karriär
Croix Bethune inledde efter spel collegenivå sin seniorkarriär i Washington Spirit. Hon debuterade i USAs landslag år 2024, och ingick i det amerikanska lag som vid olympiska sommarspelen 2024 i Paris tog guld efter att ha besegrat Brasilien i finalmatchen.